# Pierre Meyrat

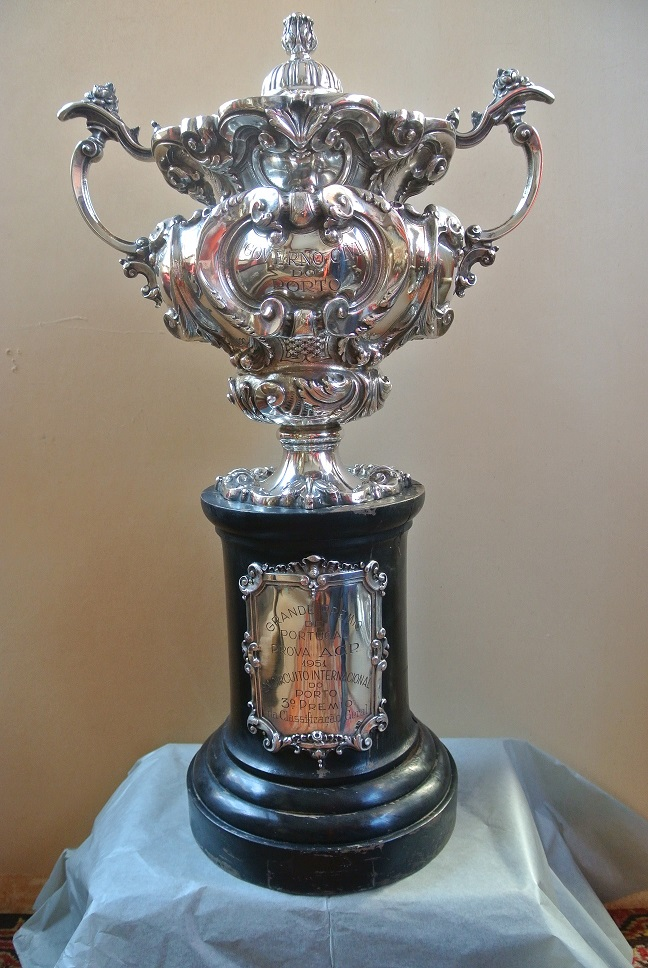
Der Pokal den Pierre Meyrat für den dritten Rang beim Großen Preis von Portugal 1951 erhielt

Pierre Louis Fernand Meyrat (* 16. Oktober 1916 in Tulle; † 13. Oktober 1969 in Saint-Émilion) war ein französischer Autorennfahrer.

## Karriere
Pierre Meyrat war in den 1940er- und 1950er-Jahren als Monoposto- und Sportwagen-Rennfahrer aktiv. Seine ersten Rennen fuhr er 1947 und 1948 auf einem Delahaye 135S. Seine besten Ergebnisse erzielte er 1949 auf einem Talbot-Lago T26C. Beim Grand Prix des Frontières in Chimay wurde er Vierter und Dritter bei der Coupe du Salon in Montlhéry.
Im Sportwagen wurde er Siebter im 12-Stunden-Rennen von Paris 1948 und Dritter beim Großen Preis von Portugal 1951.
Seine größten Erfolge feierte er beim 24-Stunden-Rennen von Le Mans, wo er zweimal den zweiten Endrang im Gesamtklassement erreichte. 1950 war Guy Mairesse sein Teamkollege. Nach 24 Stunden Fahrzeit oder 255 Runden fehlten den beiden auf ihrem umgebauten Talbot-Lago-Grand-Prix-Wagen nur eine Runde auf ihre Landsleute Louis und Jean-Louis Rosier, die ebenfalls einen Talbot fuhren. Im folgenden Jahr war wieder Guy Mairesse sein Teamkollege. Diesmal fehlten dem erneut zweitplatzierten Duo neun Runden auf den Jaguar XK 120 C von Peter Walker und Peter Whitehead.

## Statistik

### Le-Mans-Ergebnisse
| Jahr | Team              | Fahrzeug                      | Teamkollege       | Platzierung | Ausfallgrund |
| ---- | ----------------- | ----------------------------- | ----------------- | ----------- | ------------ |
| 1950 | Pierre Meyrat     | Talbot-Lago Monoplace Decalee | Guy Mairesse      | Rang 2      |              |
| 1951 | Pierre Meyrat     | Talbot-Lago T26GS             | Guy Mairesse      | Rang 2      |              |
| 1952 | Pierre Meyrat     | Talbot-Lago T26GS             | Guy Mairesse      | Ausfall     | Ölpumpe      |
| 1954 | Jean-Louis Rosier | Talbot-Lago T26GS             | Jean-Louis Rosier | Ausfall     | Unfall       |
| 1956 | Pierre Meyrat     | Ferrari 500TR                 | Fernand Tavano    | Ausfall     | Unfall       |

### Einzelergebnisse in der Sportwagen-Weltmeisterschaft
| Saison | Team              | Rennwagen         | 1   | 2   | 3   | 4   | 5   | 6   |
| ------ | ----------------- | ----------------- | --- | --- | --- | --- | --- | --- |
| 1954   | Jean-Louis Rosier | Talbot-Lago T26GS | BUA | SEB | MIM | LEM | RTT | CAP |
| 1954   | Jean-Louis Rosier | Talbot-Lago T26GS | DNF |     |     |     |     |     |